# Kevin Hogarth
Kevin John Hogarth, född 10 februari 1934, död 11 februari 2022 i Mildura, var en australisk boxare.
Hogarth blev olympisk bronsmedaljör i weltervikt i boxning vid sommarspelen 1956 i Melbourne.